# Mega Man ZX (serie)
Mega Man ZX är den uppföljande serien till Mega Man Zero serien. Den här serien kretsar kring Vent och Aile, två föräldralösa tonåringar, och deras kamp mot de nyuppväckta Mavericks. I det andra spelet i serien byts huvudpersonerna ut mot två nya vid namn Grey och Ashe.

## Story
Det har gått 200 år sedan Zero lyckades besegra Neo Arcadia på egen hand, och väldigt mycket har förändrats. Världen har gått in i en ny tid och därmed blivit högt teknologiskt avancerad. Människor och Reploids lever nu i samfund med varandra och freden har pågått i flera hundra år. Världen blommade än en gång och delades in i nationsstater. Men snart började områdena som separerar dessa nationsstater, de så kallade Outlands, att bli virtuella födelseplatser för Mavericks. Dessa robotliknande varelser har utvecklats där och blivit komplett galna. Saker och ting blev gradvis värre, och Outlands separerades från nationsstaterna, som nu fick namnet Innerpeace. Samtidigt har ett företag kallat Slither Inc lyckats gräva fram uråldrig teknologi som fanns nergrävd i Outlands, och därmed gett nya förändringar till människorna. Tack vare Slither Incs instatser har nu mänskligheten lyckats överleva det nya hotet från Mavericks. Men trots detta verkar det ändå som att något är fel.

## Lista över Mega Man ZX spel
- Mega Man ZX (Nintendo DS)
- Mega Man ZX Advent (Nintendo DS)

;